# Rendille-Boni jezici
Rendille-Boni jezici,  podskupina od (2) istočnokušitska jezika koji se govore u Kenija|kenijskim provincijama Coast i eastern. Broj govornika iznosi prteko 42.000.
Predstavnici su: boni ili aweer [bob], 8,000; i rendille [rel], 34.700 (2006)

## Vanjske poveznice
- Ethnologue (14th)
- Ethnologue (15th)